# Condition aux limites de Dirichlet
En mathématiques, une condition aux limites de Dirichlet (nommée d’après Johann Dirichlet) est imposée à une équation différentielle ou à une équation aux dérivées partielles lorsque l'on spécifie les valeurs que la solution doit vérifier sur les frontières/limites du domaine.
- Pour une équation différentielle, par exemple :

{\displaystyle y''+y=0~}
la condition aux limites de Dirichlet sur l'intervalle {\displaystyle [a,\,b]} s'exprime par :
{\displaystyle y(a)=\alpha \ {\text{et}}\ y(b)=\beta }
où {\displaystyle \alpha } et {\displaystyle \beta } sont deux nombres donnés. 
- Pour une équation aux dérivées partielles, par exemple :

{\displaystyle \Delta y+y=0~}
où {\displaystyle \Delta ~} est le Laplacien (opérateur différentiel), la condition aux limites de Dirichlet sur un domaine {\displaystyle \Omega \subset R^{n}} s'exprime par :
{\displaystyle y(x)=f(x)\quad \forall x\in \partial \Omega }
où {\displaystyle f} est une fonction connue définie sur la frontière {\displaystyle \partial \Omega }.
Il existe d'autres conditions possibles. Par exemple la condition aux limites de Neumann, ou la condition aux limites de Robin, qui est une combinaison des conditions de Dirichlet et Neumann.